# Stałe Przedstawicielstwo Rzeczypospolitej Polskiej przy Unii Europejskiej w Brukseli
Stałe Przedstawicielstwo Rzeczypospolitej Polskiej przy Unii Europejskiej w Brukseli (ang. Permanent Representation of the Republic of Poland to the European Union in Brussels) – polska misja dyplomatyczna przy Unii Europejskiej. Od 21 października 2024 kieruje nim Agnieszka Bartol-Saurel.

## Historia siedziby
Pierwszą siedzibą Przedstawicielstwa przy Avenue de Tervuren 282-284 w Brukseli był budynek z 1998 wykonany według projektu Ludwika Koniora zrealizowanego przez biuro Konior and Partners Architecs. Projekt nawiązywał do charakteru jednej z najelegantszych alei w mieście. Jego całkowita powierzchnia wynosi 5000 m². Elewacja budynku obłożona jest prawie białym granitem z Sardynii z dużymi przeszklonymi powierzchniami. W holu duży obraz Franciszka Starowieyskiego przedstawiający porwanie Polski przez Europę – Divina Polonia – będący alegorią opartą na greckiej mitologii. Funkcję siedziby Przedstawicielstwa pełnił od czasu wejścia Polski do Unii Europejskiej w 2004 do 2011.
W związku z przewidzianą polską prezydencją w UE na przełomie 2007/2008 polskie MSZ wykupiło budynek, który wczwśniej był siedzibą generalnej dyrekcji poczty belgijskiej. Nowa siedziba wyremontowana i zaadaptowana na potrzeby Przedstawicielstwa ma sześć pięter i dwie kondygnacje podziemne o powierzchni ok. 10 000 m². Budynek przystosowano dla około 200 osób stałej obsady z możliwością kilkumiesięcznego zwiększania jej na czas polskiej prezydencji w UE do około 300 osób. Budynek zlokalizowany jest w sąsiedztwie Ronda Schumana, gdzie znajduje się wiele najważniejszych instytucji unijnych. Nową siedzibę stałego przedstawicielstwa Polski przy Unii Europejskiej oficjalnie otworzł w maju 2011 ówczesny premier Donald Tusk w obecności przewodniczącego Parlamentu Europejskiego Jerzego Buzka, przewodniczącego Rady Europejskiej Hermana Van Rompuya i przewodniczącego Komisji Europejskiej José Manuela Barroso. Wydarzenie upamiętniono tablicą w holu budynku.

## Struktura placówki
- Wydział Administracyjny
- Wydział Budżetu i Finansów
- Wydział Ekonomiczno-Handlowy
- Wydział Polityki Regionalnej i Spójności
- Wydział Polityki Zagranicznej i Działań Zewnętrznych UE
- Wydział Rolnictwa i Rozwoju Obszarów Wiejskich
- Wydział Spraw Instytucjonalnych i Prawnych
- Wydział Wspólnej Polityki Bezpieczeństwa i Obrony
- Wydział Wymiaru Sprawiedliwości i Spraw Wewnętrznych
- Referat ds. Cyfryzacji
- Referat ds. Finansowych
- Referat ds. Informacji i Dyplomacji Publicznej
- Referat ds. Informatyki
- Referat ds. Kontaktów Parlamentarnych
- Referat ds. Obsługi Technicznej SP
- Referat ds. Parlamentu Europejskiego
- Referat ds. Polityki Społecznej, Zatrudnienia i Równości Szans
- Referat ds. Polityki Transportowej
- Referat ds. Rybactwa, Gospodarki Morskiej i Żeglugi Śródlądowej
- Referat ds. Środowiska
- Samodzielne stanowisko ds. obsługi Coreper II (Antici)
- Samodzielne stanowisko ds. obsługi Coreper II (Zastępca Antici)
- Samodzielne stanowisko ds. obsługi Coreper I (Mertens)
- Samodzielne stanowisko ds. obsługi PSC (Nicolaidis)
- Samodzielne stanowisko ds. agendy demokratyzacyjnej
- Samodzielne stanowisko ds. analiz strategicznych
- Samodzielne stanowisko ds. badań naukowych
- Samodzielne stanowisko ds. kultury, praw autorskich i polityki audiowizualnej
- Samodzielne stanowisko ds. protokolarnych
- Samodzielne stanowisko ds. zdrowia
- Samodzielne stanowisko ds. zewnętrznych aspektów polityki energetycznej